# رسم ناقص
الرسم الناقص ما يكون بالخاصة وحدها، أو بها وبالجنس البعيد، كتعريف الإنسان بالضحك، أو بالجنس الضاحك. أو بعرضيات تختص جملتها بحقيقة واحدة، كقولنا في تعريف الإنسان: إنه ماش على قدميه، عريض الأظفار، بادي البشرة، مستقيم القامة، ضحاك بالطبع. ويقابله الرسم التام.